# Oxacis caerulea
Oxacis caerulea es una especie de coleóptero de la familia Oedemeridae.
Mide 6 mm. Los adultos visitan flores.

## Distribución geográfica
Habita el sur de Estados Unidos (las costas de Texas) y México.